# 蒂爾索河
蒂爾索河是意大利的河流，位於薩丁尼亞島，河道全長152公里，流域面積3,375平方公里，平均流量每秒4.28立方米，最終注入奧里斯塔諾灣。
39°53′06″N 8°32′26″E / 39.885°N 8.54056°E